# Massopust
Massopust : Knijha o vwedenij w prawau a Bohu milau pobožnost skrz kratochwilné o Dwanácti Synech Massopustowých Patrzarssých Pekelnijch rozgijmánij Spasytedlná naučenij dáwagijc proč se gegich towaryšstwij wssyckni warovati magij (v moderním přepisu: Massopust : kníha o uvedení v pravou a Bohu milou pobožnost, skrz kratochvilné o dvanácti synech Massopustových, patryarších pekelních, rozjímání, spasitedlná naučení dávajíc, proč se jejich tovaryšství všickni varovati mají, nyní nově vydaná od kněze Vavřince Leandra Rvačovského z Roudnice, děkana v městě Slaném) je mravokárná alegorie, kterou napsal Vavřinec Leander Rvačovský ze Rvačova. Kniha vyšla v Praze na Starém Městě jako poslední titul, který ve svém životě vydal Jiří Melantrich z Aventina. V té době se na provozu tiskárny již podílel jeho zeť Daniel Adam z Veleslavína, takže se velmi pravděpodobně rovněž podílel na vydání této knihy. Kniha je ilustrována čtrnácti dřevořezy. Obsahová, jazyková i výtvarná podoba knihy byla v českém prostředí konce 16. století výjimečná.

## Popis

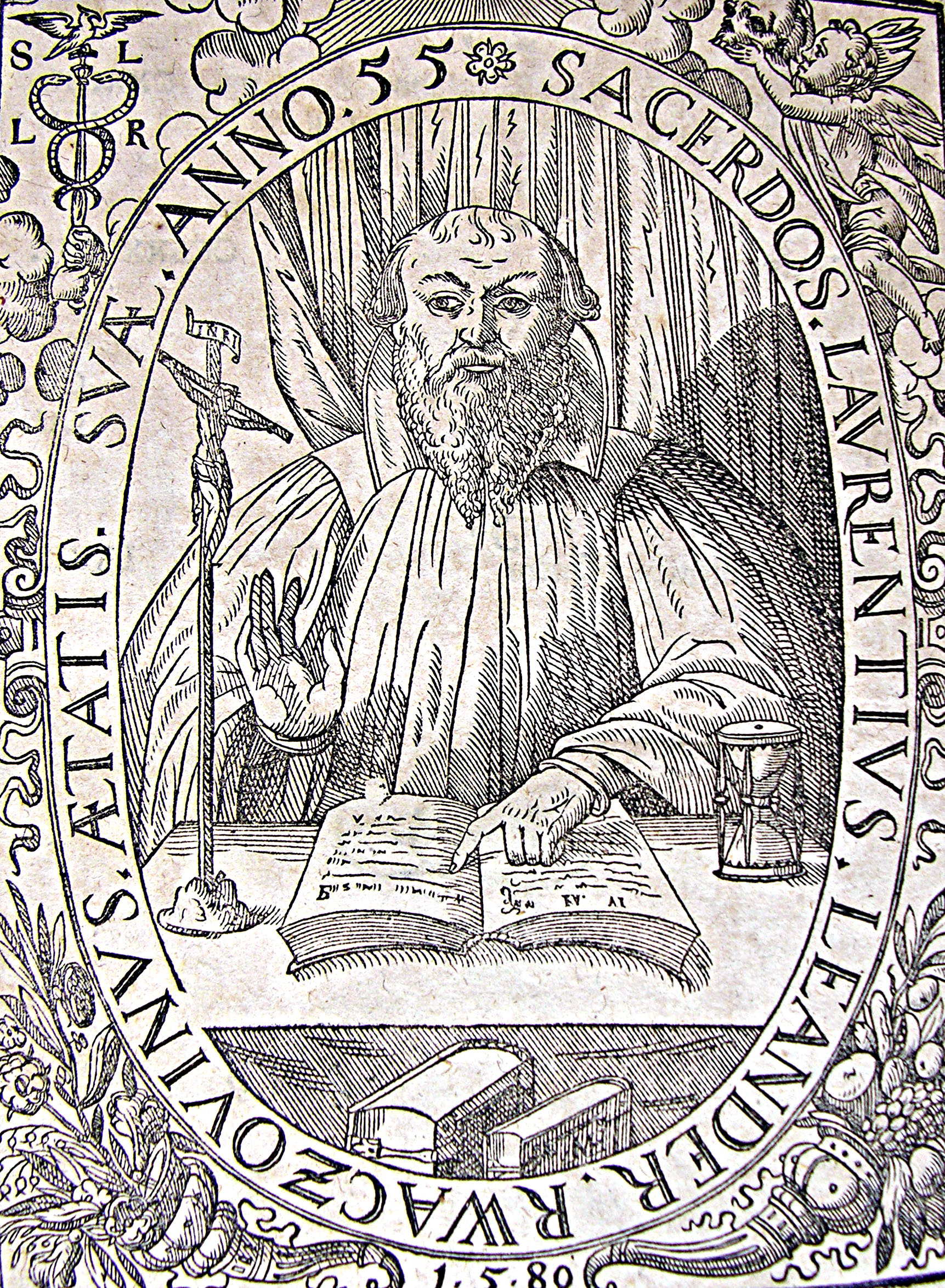
portrét Vavřince Leandera Rvačovského ze Rvačova

Mravoučná alegorie v duchu pozdního utrakvismu, ovlivněného již Lutherovým učením, se soustředí na období masopustu, tedy několikadenního svátku mezi dvěma posty: vánočním a velikonočním. Během tohoto svátku docházelo k uvolnění přísných pravidel a k nevázanostem v životě i jídle. Rvačovský ukazuje na jednotlivé hříchy a špatné lidské vlastnosti, které se během masopustu projevují. Ďábel ve svém manželství s Nepravostí zplodí všechny neřesti. Jedna z nich - Pýcha - se stane manželkou Massopusta a mají spolu dvanáct synů, "vnuků ďáblových", kteří se stávají alegorickými postavami, na kterých autor kritizuje soudobé neřesti a nešvary.
Každému z nich je věnováno kazatelské rozjímání, které je doplněno citáty z Bible, příběhů z antické mytologie i z bajek a kronik. Dále jsou uvedeny citáty z děl antických filosofů (např. Platón), spisovatelů (např. Homér) a křesťanských teologických autorit (např. Svatý Augustin, Jan Zlatoústý). Na závěr dojde k soudu mezi Massopustem a Postem (Quadragesimou), kdy je Massopust s celou svou rodinou vypovězen ze všech křesťanských zemí. V poslední kapitole pak Massopust umírá "v nemoci najhorší".
Podle své vlastní informace v úvodu pracoval autor na knize sedm let.

## Obsah
Dedikace
Autor knihu věnoval svému příznivci, Václavu, purkrabímu z Donína a na Bílém Oujezdci a jeho ženě Elišce Bezdružické z Kolovrat a na Bílém Oujezdci. Jejich erby jsou zobrazeny na stranách IIIr a IIIv.
Předmluva k pobožnému čtenáři
Artikul první
odkud se začal, aneb kde se počal Massopust
Artikul druhý
co jméno Masopust vyznamenává
Artikul třetí
o zlobivé moci Massopusta
Artikul čtvrtý
o dvanácti synech Massopustových. Masopust pojal za ženu Pýchu, kterou zplodil Ďábel se svou manželkou Nepravostí. Z tohoto manželství vzešlo dvanáct synů:
- Soběhrd, první syn Massopustův
- Lakomec, druhý syn Massopustův
- Nádherný, třetí syn Massopustův
- Vožralec, čtvrtý syn Massopustův
- Vsteklík, pátý syn Massopustův
- Pochlebník, šestý syn Massopustův
- Závistník, sedmý syn Massopustův
- Klevetník, osmý syn Massopustův
- Všetýčka, devátý syn Massopustův
- Lenoch, desátý syn Massopustův
- Darmotlach, jedenáctý syn Massopustův
- Lhář, dvanáctý syn Massopustův

Artikul pátý
o soudu Massopusta s Quadragesimou a vajpovědi, kteráž se mezi nima stala
Artikul šestý
o smrti a pohřbu Massopusta
Registrum věcí paměti hodných
kniha je doplněna registrem odkazů na biblické události a skutečnosti.
Registrum hystorií rozličných
Doslov
V závěru jsou připojeny latinské doslovy Tomáše Mitise z Limuz (Thomas Mitis Lymusaeus) a Jana Rosacia Sušického (Joannes Rosatius Suticenus)

## Výtvarný doprovod
Kniha je ilustrována celkem čtrnácti dřevořezy, na kterých jsou zpodobeny alegorie Massopusta a jeho synů. Dále je kniha ilustrována erby Václava purkrabího z Donína a na Bílém Oujezdci a jeho ženy Elišky Bezdružické z Kolovrat a na Bílém Oujezdci (strany IIIr a IIIv.. Třetím erbem je znak vydavatele Jiřího Melantricha z Aventina na straně 303v.
Na straně 301v je pak portrét autorův.

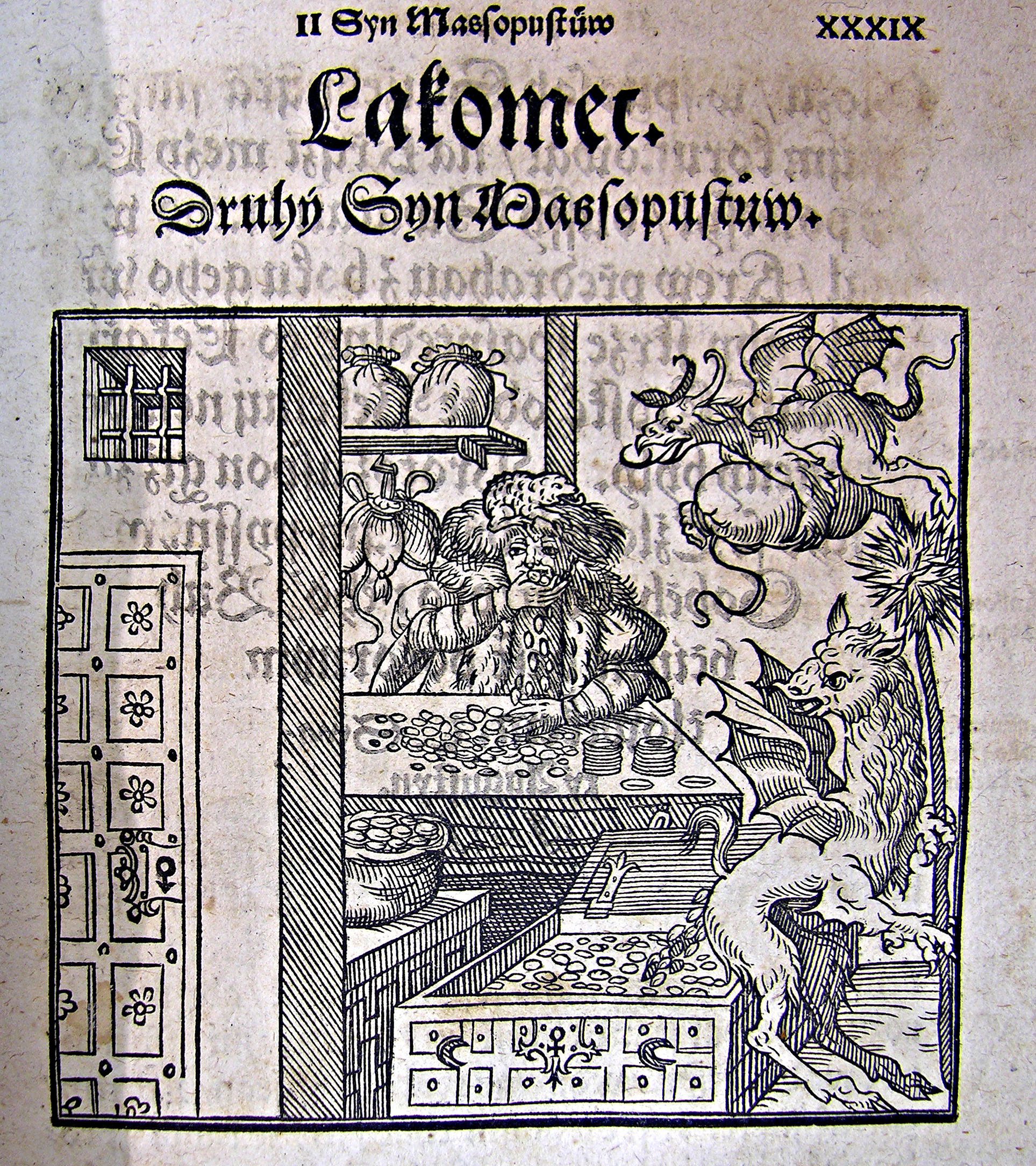
Lakomec
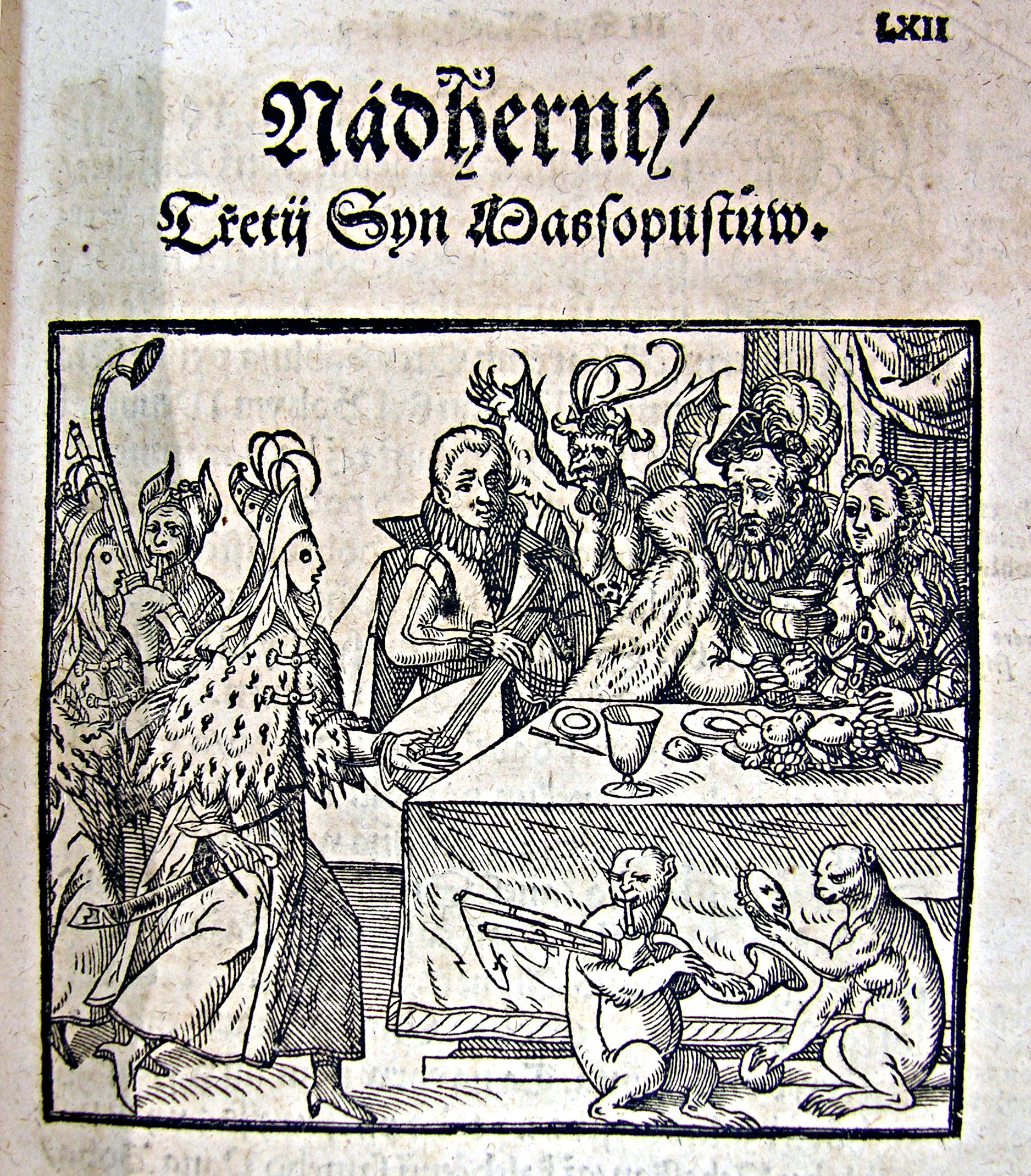
Nádherný
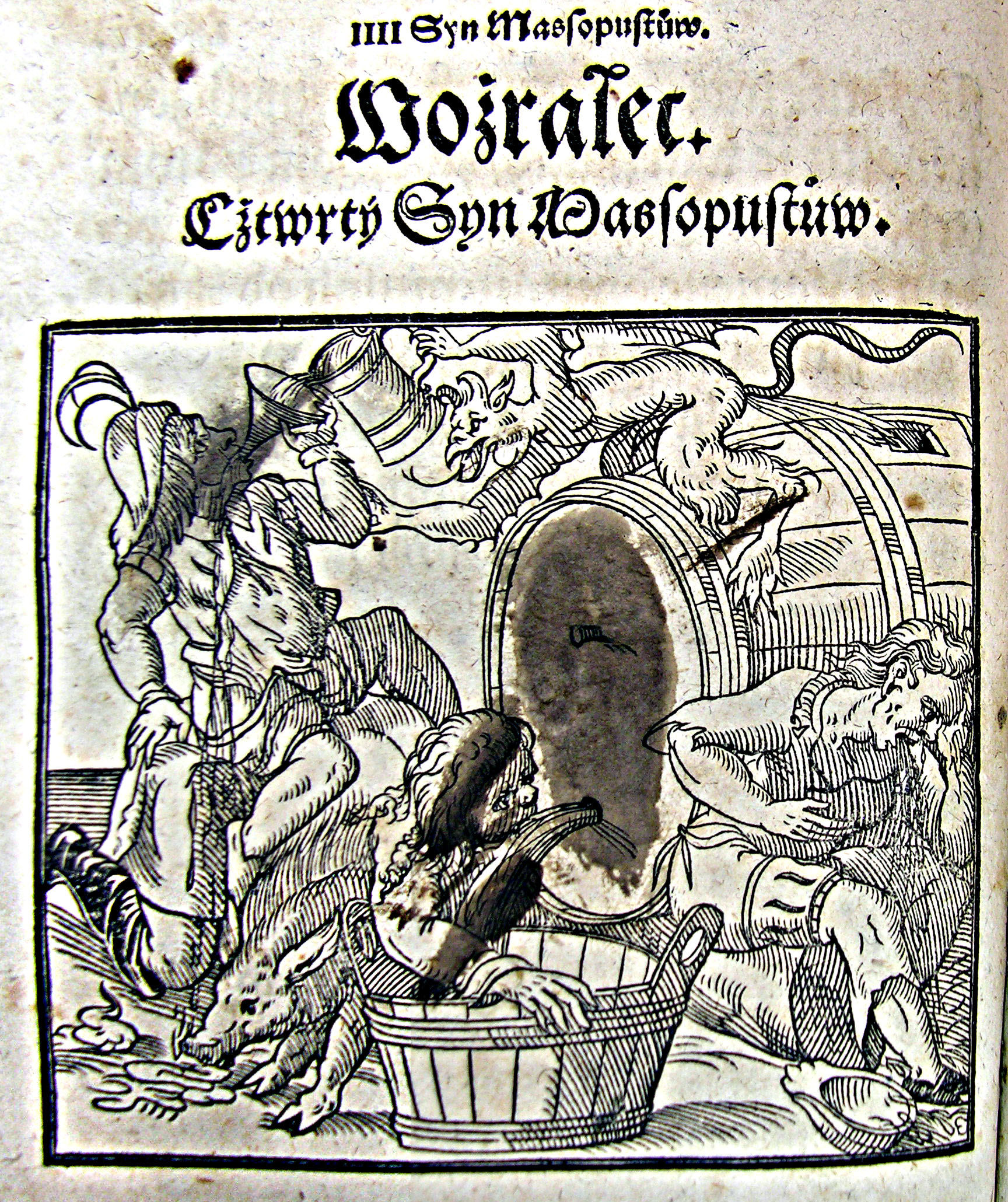
Wožralec
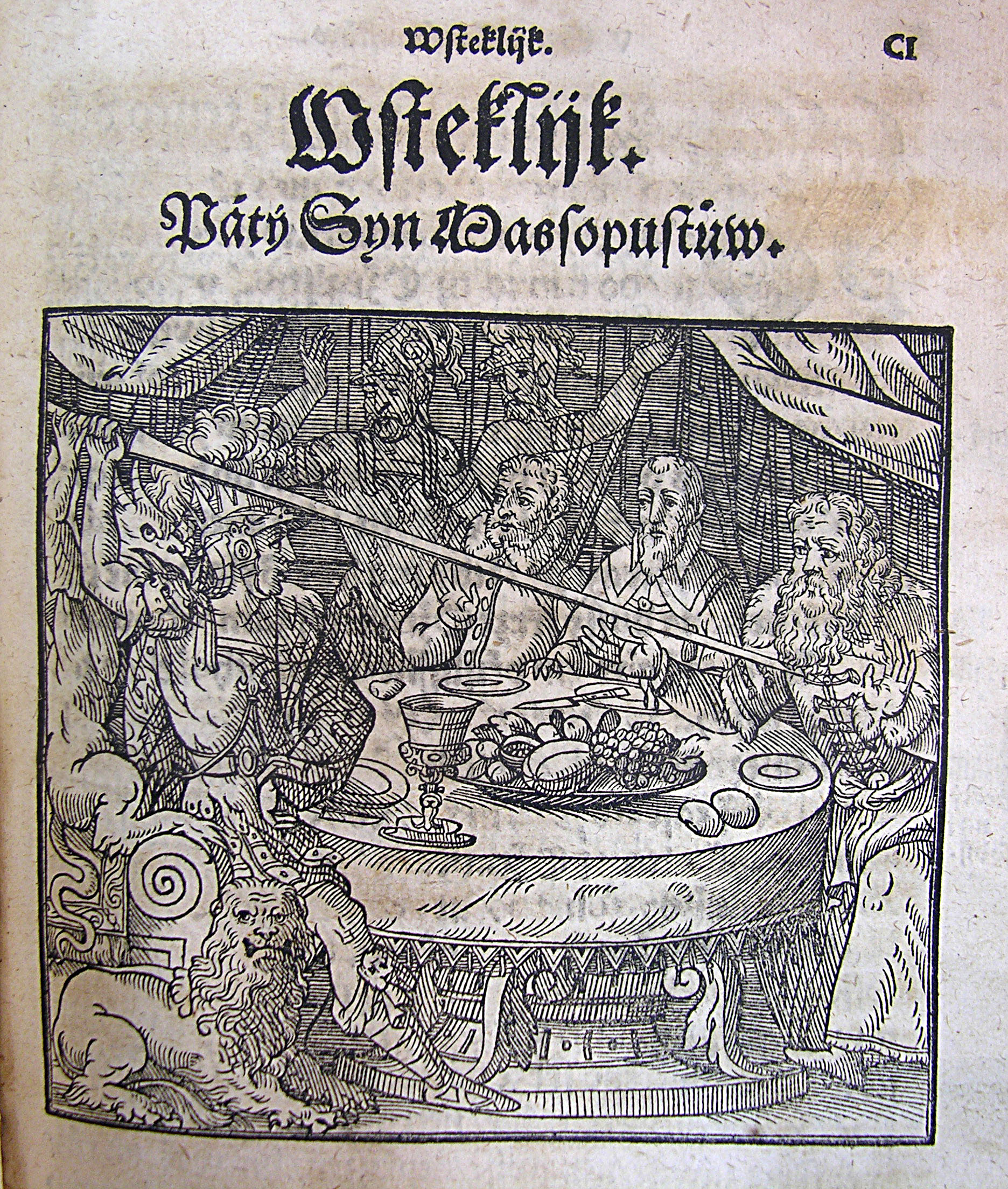
Wzteklík
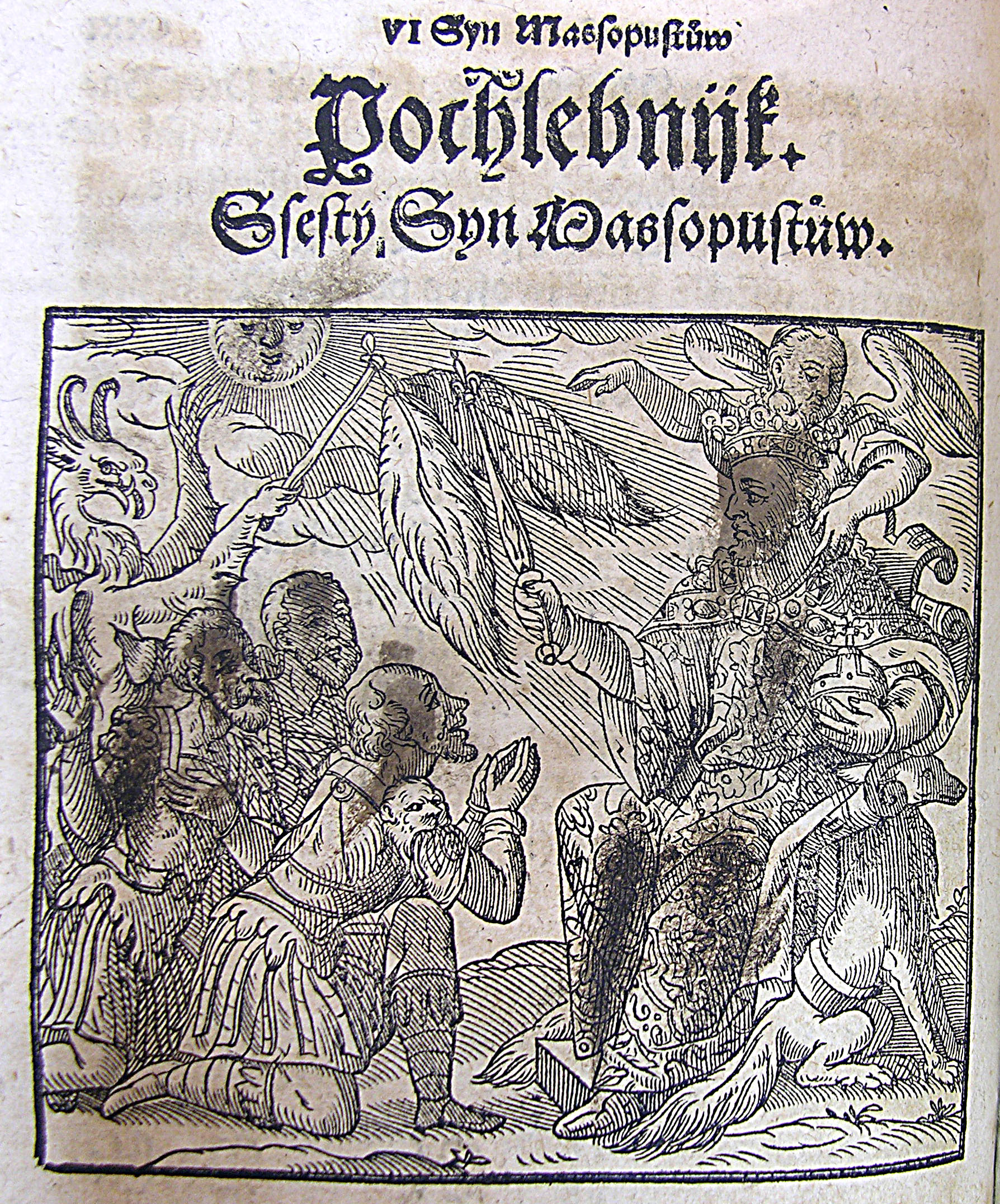
Pochlebník
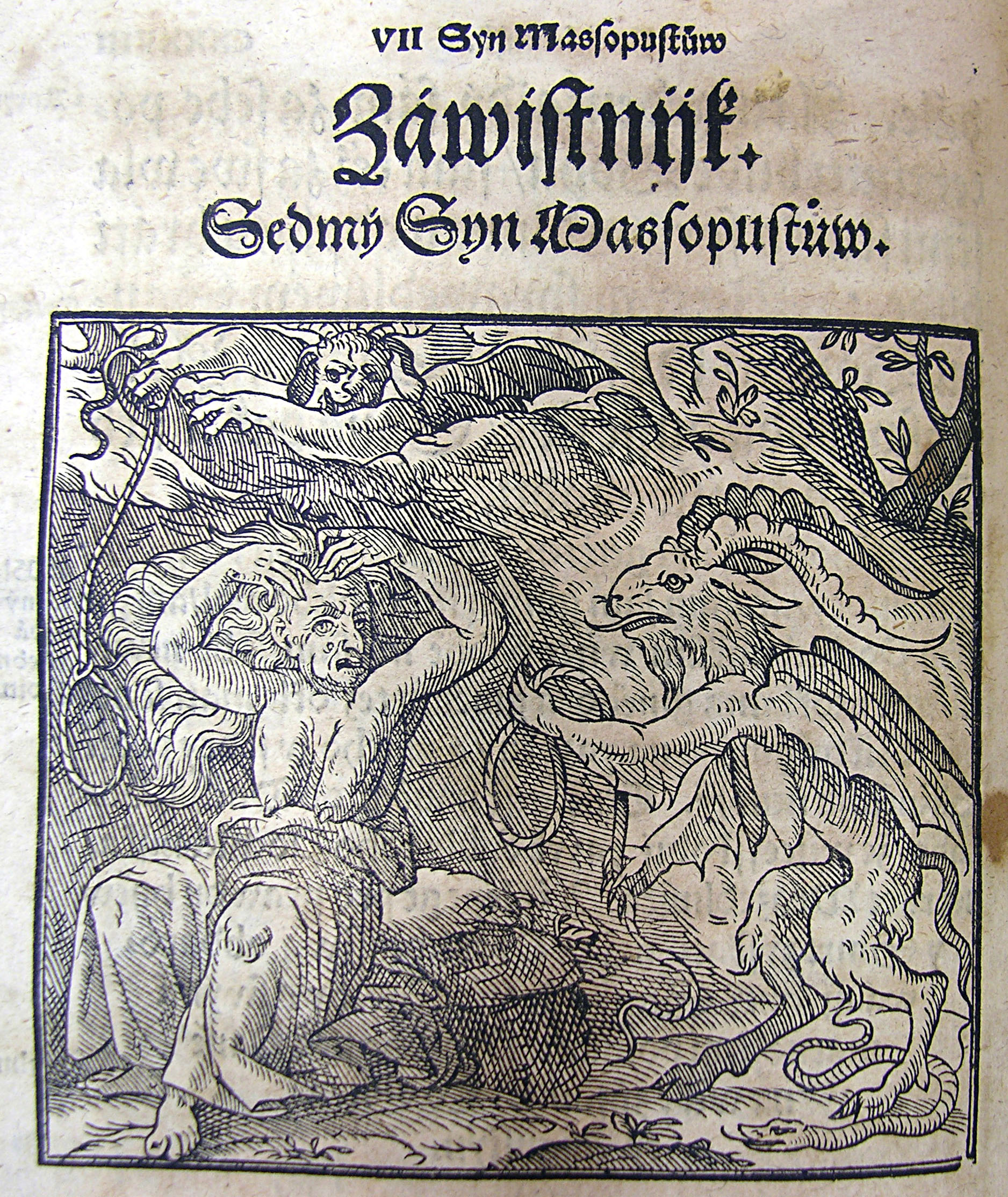
Závistník
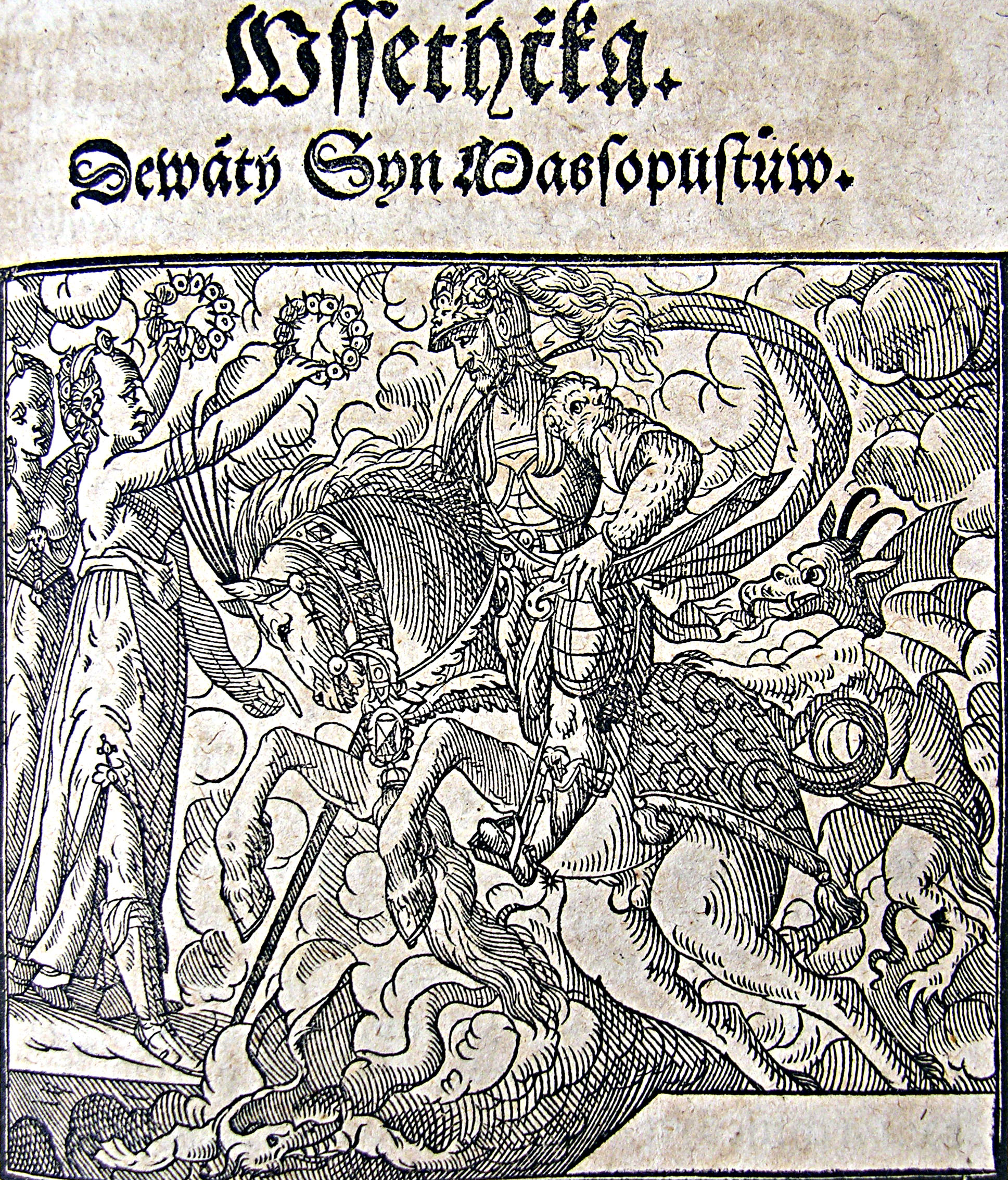
Všetýška
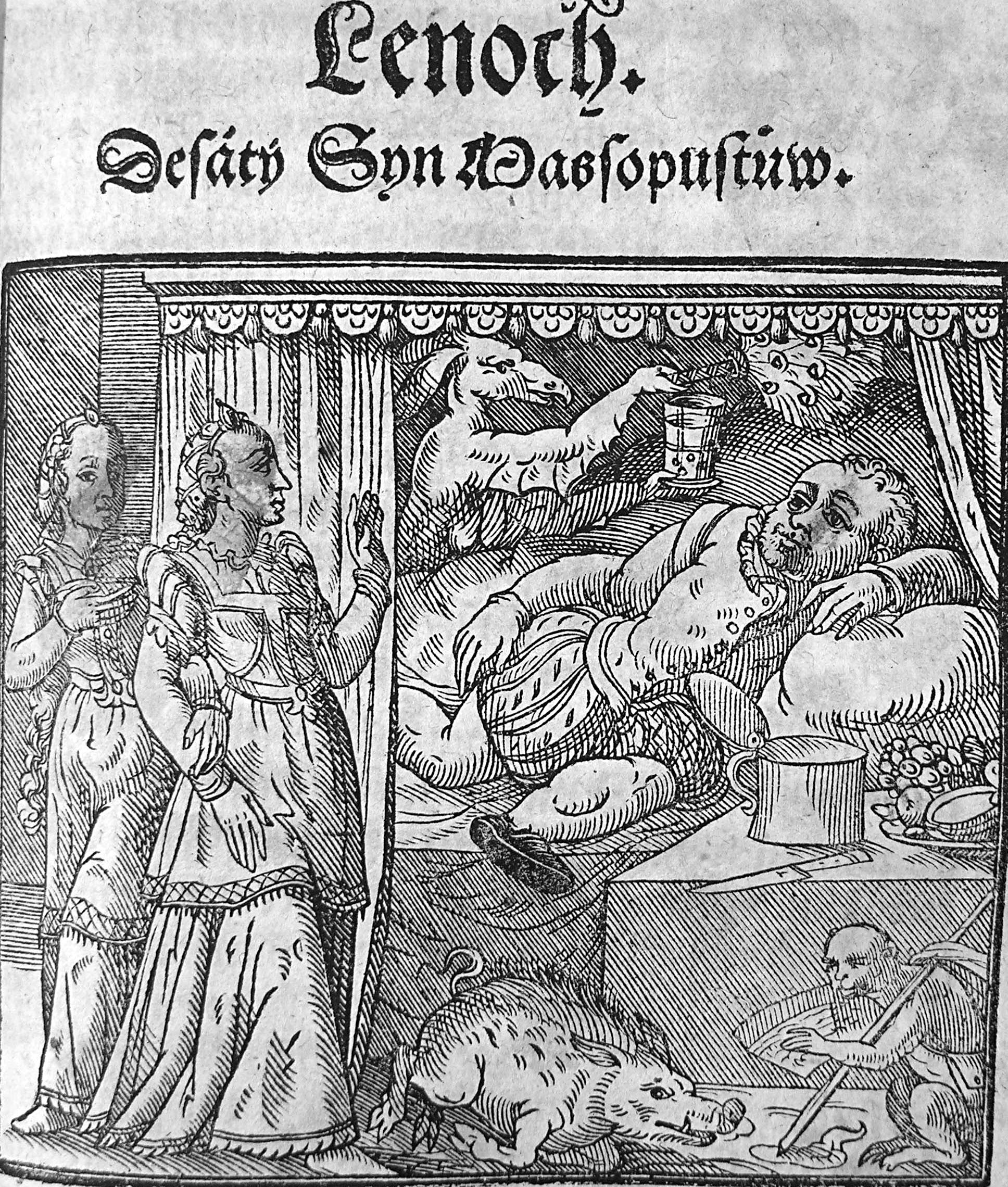
Lenoch
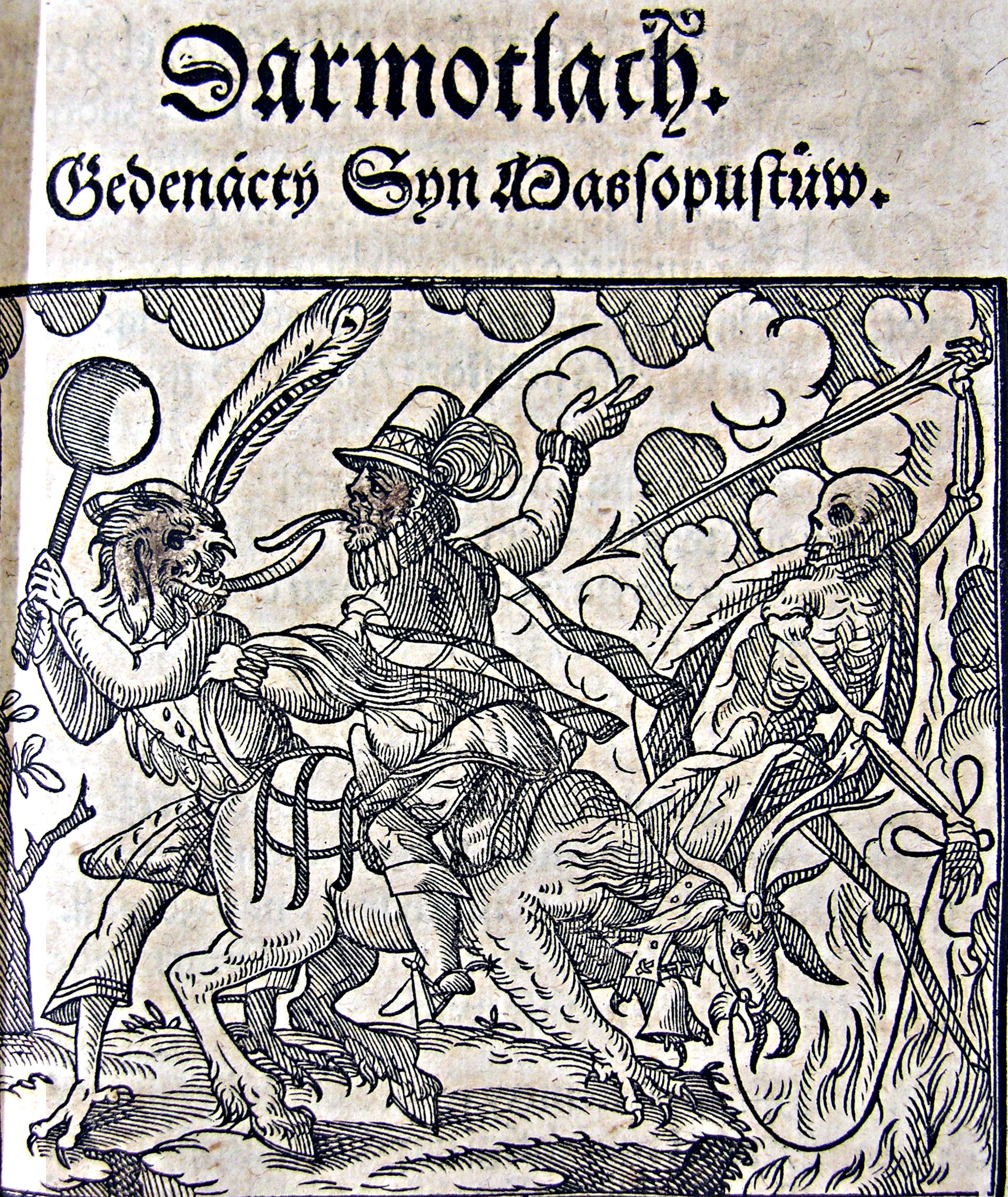
Darmotlach
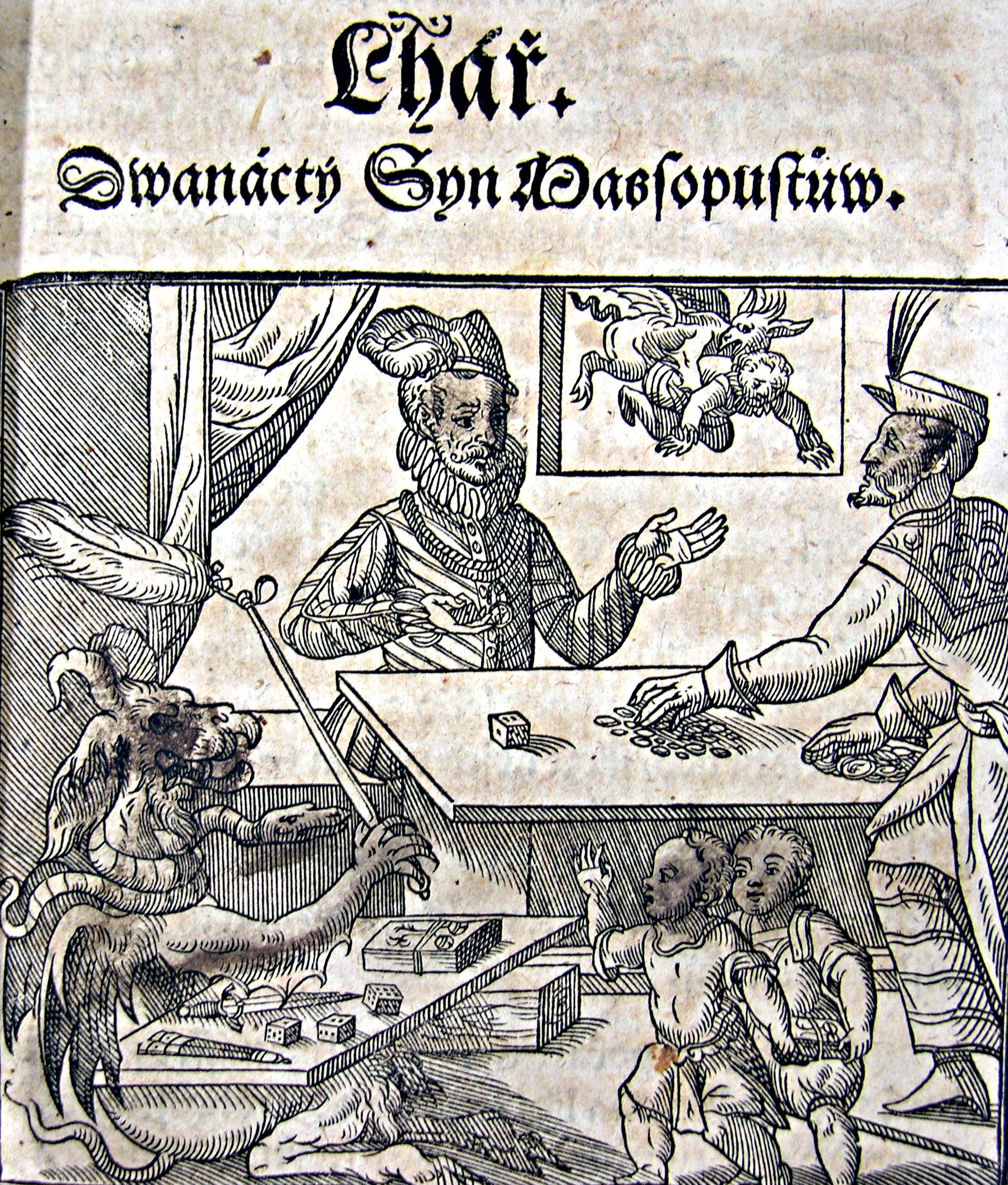
Lhář
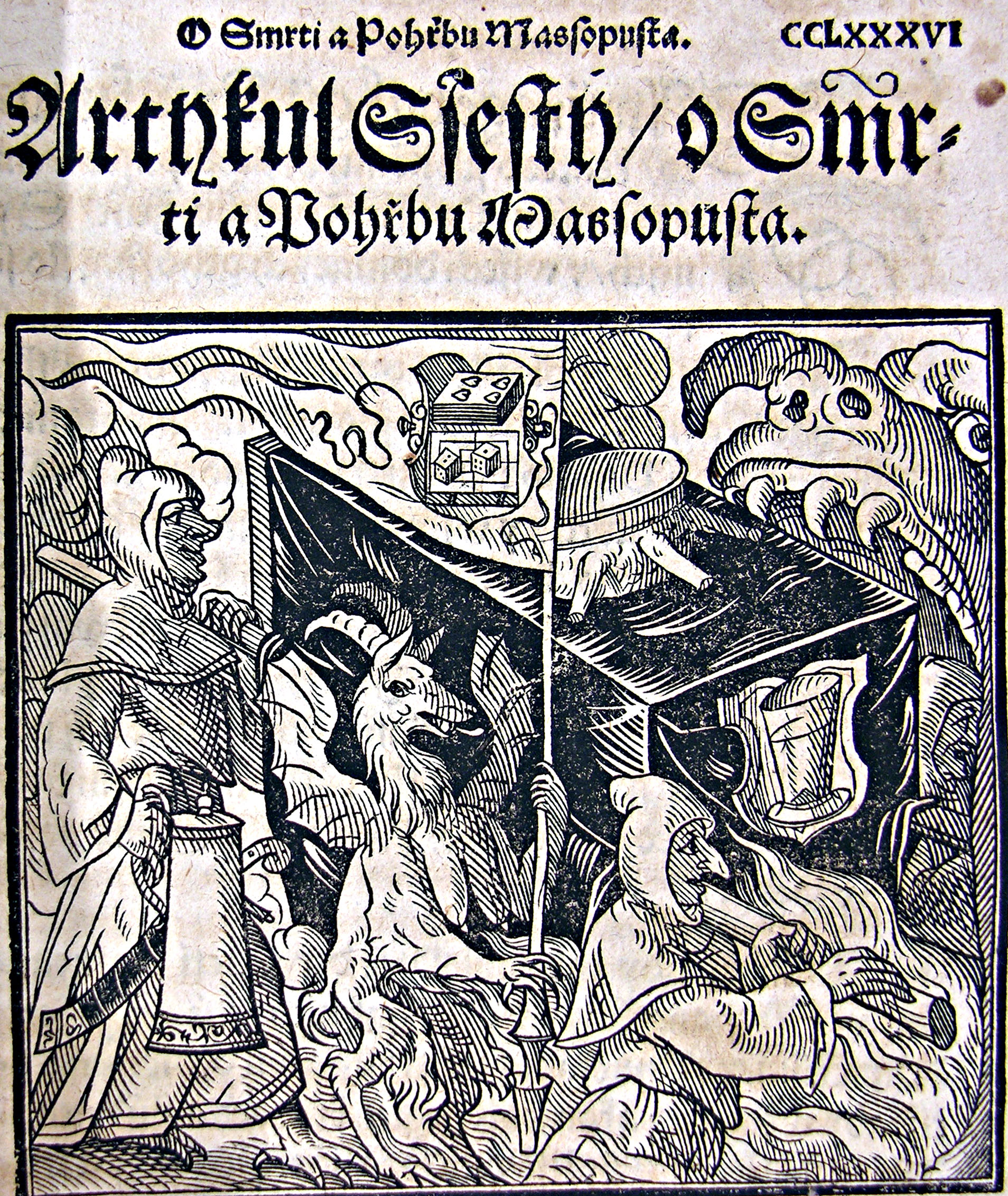
O smrti a pohřbu Massopusta

## Zachované výtisky
Původní výtisky knihy jsou uchovávány v těchto institucích:
- Národní knihovna České republiky v Praze[3]
- Vědecká knihovna v Olomouci, Signatura 32.383[4]
- Moravská zemská knihovna v Brně, Signatury: ST1-0331.755,A, ST1-0331.755,B[5]

## Přijetí díla
V roce 1791 uvádí Augustin Doležal (1737–1802) v úvodu své knihy Pamětná Celému světu Tragoedia Rvačovského Massopust jako jednu ze dvou pozoruhodných českých knih, které se věnují popisování ctností a neřestí. Druhým uváděným dílem je Labyrint světa a ráj srdce Jana Amose Komenského.
Některé části této knihy byly později na přelomu 18. století a 19. století vydány samostatně jako knížky kratochvilného čtení:
- Klewetnjk : popsaný od Wawřince Rwačowského z Raudnice, děkana w městě Slaném 1580, Wytisstěn w Hradcy Králowé : Alžběta Tibelliová, po roce 1775
- Wssetýčka : popsaný od Wavřince Leandera Rvačovského z Raudnice, děkana w městě Slaném. Dáno k weystraze Wssetečným, mezi 1780 a 1800

## Pozdější vydání
Kritické vydání měl v úmyslu vydat Vladimír Šmilauer okolo roku 1950.
Novodobé kritické vydání vyšlo v roce 2008
- RVAČOVSKÝ, Vavřinec Leander. Massopust. Příprava vydání Jaroslav Kolár a Dušan Šlosar. Praha: Nakladatelství Lidové noviny, 2008. 572 s. ISBN 978-80-7106-344-5.